# Európai Oroszország
Európai Oroszország az Oroszországi Föderáció nyugati és legnépesebb része. Földrajzilag Európában helyezkedik el, szemben az ország gyéren lakott és jóval nagyobb területű keleti felével és Szibériával, amely Ázsiához tartozik. Oroszország két nagy területét az Urál-hegység és az Urál folyó szeli ketté, mely egyben elválasztja az eurázsiai szubkontinenst is. Oroszország európai fele túlnyomórészt lefedi Kelet-Európát és az európai kontinens teljes szárazföldi területeinek nagyjából a 40%-át. A földrész népességének mintegy 15%-a él ezen a területen, ezáltal Oroszország a legnagyobb és legnépesebb ország Európában. Az országrész öt szövetségi körzetre van felosztva és itt található az ország politikai, kulturális, gazdasági, oktatási és közlekedési súlypontja. 

## Terület és népesség
Oroszország európai fele Oroszország népességének mintegy 80%-át teszi ki. Területe több mint 3969100 km², lakossága csaknem 110 millió, így Oroszország a legnagyobb és legnépesebb ország Európában, megelőzve a második helyen álló Németországot. Oroszország európai fele Oroszország legsűrűbben lakott régiója, népsűrűsége 27,5 fő/km² és Európa teljes népességének körülbelül a 15%-át jelenti.
Itt található Oroszország három szövetségi jelentőségű városa. Moszkva a főváros és egyben a legnagyobb város, amely egyben Európa második legnépesebb városa. Szentpétervár a kulturális főváros és az ország második legnépesebb városa, valamint a Krímen elhelyezkedő Szevasztopol, melyet azonban nemzetközi értelemben többnyire Ukrajna részeként ismernek el.
A 16, legalább 1 milliós népességű orosz város közül 12 az Uráltól nyugatra található, melyek a következők: Moszkva, Szentpétervár, Kazany, Nyizsnyij Novgorod, Szamara, Ufa, Rosztov-Don, Krasznodar, Voronyezs, Perm, Cseljabinszk és Volgográd (a maradék négy Jekatyerinburg, Omszk, Krasznojarszk és Novoszibirszk).

## Szövetségi körzetek
Az alábbi szövetségi körzetek találhatóak túlnyomórészt Európában:
| A szövetségi körzet neve | A szövetségi körzet neve          | Terület (km2) | Népesség (2023) | Népsűrűség | Földrész               |
| ------------------------ | --------------------------------- | ------------- | --------------- | ---------- | ---------------------- |
|                          | Központi szövetségi körzet        | 650 200       | 40 198 659      | 59,65      | Európa                 |
|                          | Észak-kaukázusi szövetségi körzet | 170 400       | 10 251 083      | 56,58      | Európa                 |
|                          | Északnyugati szövetségi körzet    | 1 687 000     | 13 840 352      | 8,25       | Európa                 |
|                          | Déli szövetségi körzet            | 447 900       | 16 624 081      | 33,46      | Európa                 |
|                          | Volgamenti szövetségi körzet      | 1 037 000     | 28 540 832      | 28,63      | Elsősorban Európa      |
|                          | Uráli szövetségi körzet           | 1 818 500     | 12 262 205      | 6,86       | Túlnyomórészt Eurázsia |
|                          | A 6 szövetségi körzet összesen    | 3 995 200     | 109 455 000     | 27,22      | Elsősorban Európa      |
| 1. 2.                    |                                   |               |                 |            |                        |

## Lásd még
- Észak-Ázsia
- Szibéria
- Kijevi Rusz